# هيرمان مولر
هيرمان مولر (بالألمانية: Hermann Müller)‏ (و. 1829 – 1883 م) هو عالم نبات، وعالم حشرات، وكاتب من ألمانيا .